# الجمع بين الأسلحة

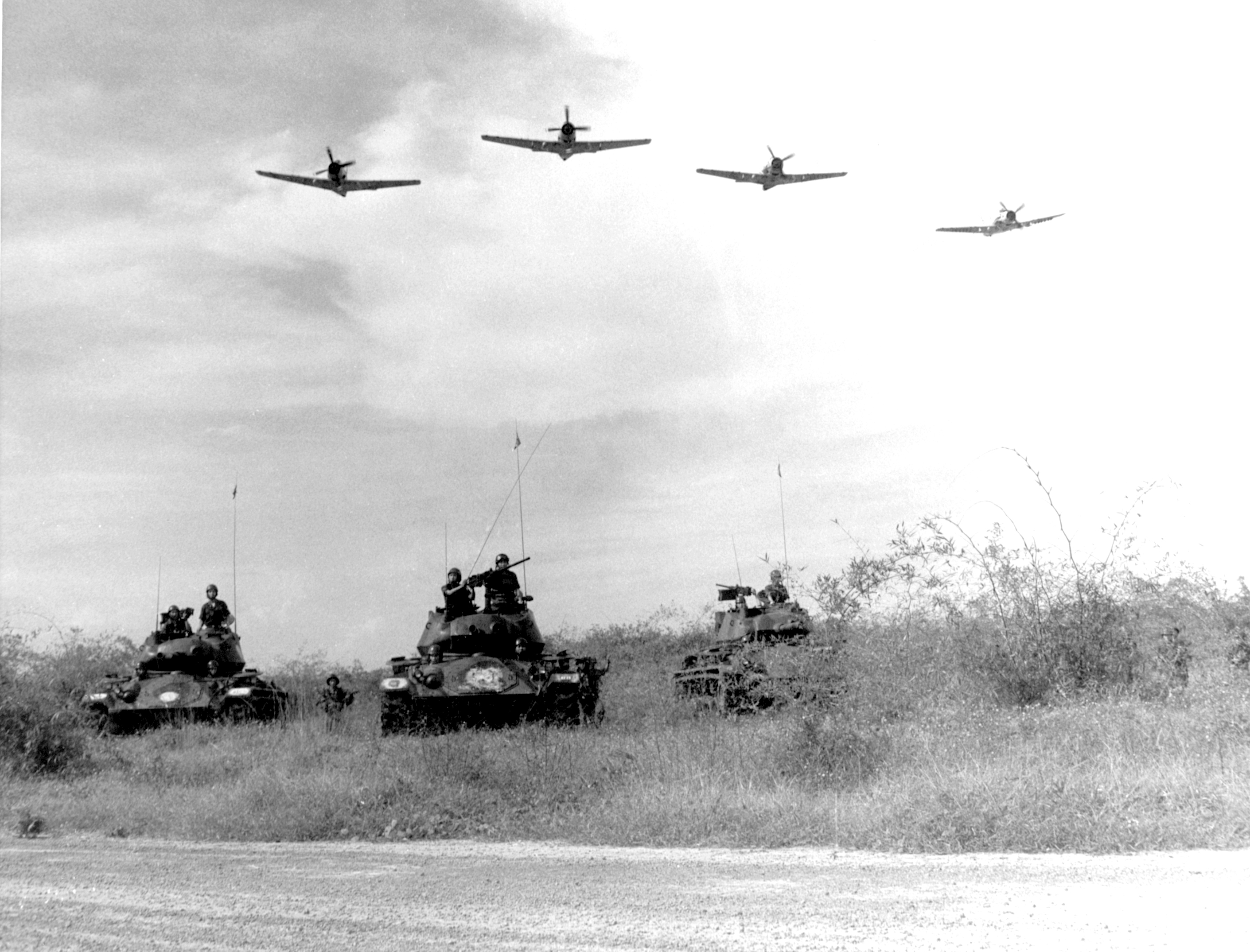
طائرات ودبابات ومشاة يعملون جنبا إلى جنب خلال حرب فيتنام

الجمع بين الأسلحة أو الأسلحة المشتركة هو نهج حربي يسعى إلى دمج فروع مختلفة من الوسائل العسكرية لتحقيق تأثيرات متبادلة تكميلية (على سبيل المثال، باستخدام المشاة والمدرعات في بيئة حضرية حيث يدعم أحدها الآخر أو يدعم كل منهما الآخر). مذهب الأسلحة المشتركة يتناقض مع الفصل بين الأسلحة حيث تتكون كل وحدة عسكرية من نوع واحد فقط من الجنود أو من منظومات الأسلحة. الأسلحة المنفصلة هو الأسلوب التقليدي لنظام وحدة/قوة، ويستخدم لتوفير أقصى قدر من التناغم والتركيز في سلاح معين أو وحدة معينة.